# Baglamas
Il baglamàs (gr. ο μπαγλαμάς) o baglamas o baglama è uno strumento musicale greco; appartiene alla famiglia dei cordofoni, come il bouzouki, dal quale è derivato. Ha l'aspetto di un piccolo bouzouki, lungo generalmente tra i 50 e i 60 cm, con una cassa armonica a forma di pera.
Il nome di questo strumento viene dal turco bağlamak (vincolare), bağlama (vincolo o nodo), da cui il sostantivo maschile greco "il baglamàs".
Esiste, d'altro canto, uno strumento della famiglia dei saz (cordofoni turchi) dal nome "bağlama" forse imparentato con il baglamàs e da cui il nome potrebbe derivare.
È principalmente uno strumento di accompagnamento, ha tre coppie di corde accordate come quelle del bouzouki tradizionale: re-la-re ma un'ottava più in su. Le coppie più acute sono all'unisono mentre la coppia più bassa è in ottava.
Il baglamàs è uno strumento a collo lungo e può essere di varie lunghezze del manico (χέρι) e della diversa grandezza della cassa di risononza (σκάφος). I tipi di legno frequentemente utilizzati sono palissandro e noce. Spesso viene decorato con madreperla.
Il baglamàs si suona adoperando il plettro e produce un suono metallico.
Agli inizi del rebetiko (ρεμπέτικο), quando questo era più un atteggiamento che non solo un tipo di musica, il baglamàs si differenziava dal bouzouki solo per la misura. Essendo uno strumento portatile era compagno fedele dei rebetes; il baglamàs talvolta veniva accordato diversamente (per esempio sol-si-mi), in modo che le corde a vuoto producessero accordi, che i rebetes - οι ρεμπέτες (vagabondi, banditi, ladri) chiamavano douzenià o baglamadodouzenià. Aveva solo cinque o sette tasti.
Quando il moderno bouzouki a quattro cori doppi si affermò, nella prima metà del novecento, come strumento principe della musica popolare greca, il baglamàs divenne uno strumento più completo, con molti più tasti (fino a 36), usato per dare colore nelle piccole orchestre di strumenti a corde, composte generalmente da due bouzouki, un baglamàs ed una chitarra.
Esiste inoltre una variante ancor più minuta di baglamàs (di 30 cm ca.), chiamato con il diminutivo baglamadàki (το μπαγλαμαδάκι). Le sue dimensioni ridotte lo rendevano molto popolare tra i rebetes, che così potevano facilmente trasportarlo e nasconderlo sotto il cappotto, soprattutto durante la prima metà del XX secolo, quando questa musica, insieme ai suoi esecutori, veniva considerata malsana e fu proibita dal governo, e gli strumenti, quando trovati, distrutti.